# 松里公孝
松里 公孝（まつざと きみたか、1960年2月4日 - ）は、日本の政治学者。東京大学大学院法学政治学研究科教授。専門はロシア史、ウクライナ史、ロシア地域政治等。

## 来歴
1960年、熊本県生まれ。ラ・サール高等学校を卒業後、1979年に東京大学に入学した。1985年に同大学法学部を卒業後は同大学大学院に進み、1987年に同大学大学院法学政治学研究科修士課程を修了、1991年、同博士課程を単位取得満期退学し、北海道大学スラブ研究センター（現・北海道大学スラブ・ユーラシア研究センター）助教授となった。
2000年に同センター教授に昇任。2014年より東京大学大学院法学政治学研究科教授。その間、ソ連、アメリカ合衆国、ウクライナに留学。
1996年、「第一次世界大戦期ロシアの食糧事業と農事指導を対象として、総力戦下の地方統治および中央・地方間関係を分析」した学位論文『総力戦争と地方統治：第一次世界大戦期ロシアの食糧事業と農事指導』を東京大学に提出して博士（法学）号（乙第12999号）を取得。

## 著書

### 単著
- The Split of the CPSU and the Configuration of Ex-Communist Factions in the Russian Oblasts: Cheliabinsk, Samara, Ul'ianovsk, Tambov, and Tver (1990-95), (Slavic Research Center, Hokkaido University, 1996).
- 『ポスト社会主義の政治―ポーランド、リトアニア、アルメニア、ウクライナ、モルドヴァの準大統領制』筑摩書房〈ちくま新書〉、2021年。ISBN 978-4-480-07380-8。
- 『ウクライナ動乱―ソ連解体から露ウ戦争まで』ちくま新書、2023年。ISBN 978-4-480-07570-3。

### 編著
- Regions: A Prism to View the Slavic-Eurasian World: Towards a Discipline of "Regionology", (Slavic Research Center, Hokkaido University, 2000).
- Emerging Meso-Areas in the Former Socialist Countries: Histories Revived or Improvised, (Slavic Research Center, Hokkaido University, 2005).
- Imperiology: From Empirical Knowledge to Discussing the Russian Empire, (Slavic Research Center, Hokkaido University, 2007).
- 『講座スラブ・ユーラシア学（3）ユーラシア――帝国の大陸』（講談社, 2008年）

### 共編著
- （石川晃弘・塩川伸明）『講座スラブの世界 (4) スラブの社会』（弘文堂、1994年）
- （和田春樹・家田修）『講座スラブの世界 (3) スラブの歴史』（弘文堂、1995年）
- Empire and Society: New Approaches to Russian History, co-edited with Teruyuki Hara, (Slavic Research Center, Hokkaido University, 1997).
- 『シリーズ・ユーラシア地域大国論（2）ユーラシア地域大国の統治モデル』、唐亮・松里公孝編、ミネルヴァ書房、2013年

## 論文

### 雑誌論文
- 「総力戦と体制崩壊――第1次大戦期の食糧事業を素材として」『ロシア史研究』46号（1988年）
- 「帝政ロシアの地方制度――1889-1917」『スラヴ研究』40号（1993年）
- 「ロシアにおける農学者の運命――1911年から1916年にかけてのその数的変動」『ロシア史研究』53号（1993年）
- 「ロシアの村落穀物備蓄制度――1864-1917年」『スラヴ研究』42号（1995年）
- 「アパラート・デモクラシー――ロシアの中小都市, 郡における政治と行政」『スラヴ研究』43号（1996年）
- 「19世紀から20世紀初頭にかけての右岸ウクライナにおけるポーランド・ファクター」『スラヴ研究』45号（1998年）
- 「エスノ・ボナパルティズムから集権的カシキスモへ――タタルスタン政治体制の特質とその形成過程 1990-1998」『スラヴ研究』47号（2000年）
- 「ポロニズムと闘うコミッサールから農村啓蒙者へ――帝政下右岸ウクライナにおける調停吏制度」『スラヴ研究』49号（2002年）

### 単行本所収論文
- 「ソ連崩壊後のスラブ・ユーラシア世界とロシア帝国論の隆盛」山下範久編『帝国論』（講談社、2006年）
- 「空間の科学――政治研究のツールとしての中域圏概念」家田修編『講座スラブ・ユーラシア学（1）開かれた地域研究へ――中域圏と地球化』（講談社, 2008年）
- 「ダゲスタンのイスラーム――スーフィー教団間の多元主義的競争」前田弘毅編『多様性と可能性のコーカサス――民族紛争を超えて』（北海道大学出版会, 2009年）

## 出演
- 視点・論点『ロシア・ウクライナ戦争の地理』（NHK Eテレ、2022年6月8日[3]）
- エアレボリューション『ウクライナ問題、徹底深掘り！』（ニコニコ生放送、2024年4月11日[4]）